# Günther von Niebelschütz
Günther von Niebelschütz (* 27. Juni 1882 in Sprottau, Kreis Sagan, Provinz Schlesien; † 26. Januar 1945 in Schildeck bei Osterode in Ostpreußen) war ein deutscher General der Infanterie im Zweiten Weltkrieg.

## Leben
Günther war der Sohn des preußischen Oberst z. D. Horst von Niebelschütz (* 25. März 1855; † 11. Februar 1934), Herr auf Dahme bei Wohlau, und dessen Ehefrau Margarethe, geborene Severin (* 21. November 1855; † 12. März 1923), einer Tochter der Clara, geborene Landmann und des Landgerichtspräsidenten in Glogau, Ernst Severin (1818–1903).
Niebelschütz trat nach seiner Kadettenausbildung am 22. März 1901 als Leutnant in das 3. Garde-Regiment zu Fuß der Preußischen Armee ein. Das Offizierspatent wurde dabei später auf den 22. Juni 1901 datiert. Am 19. Juni 1914 wurde er zum Hauptmann befördert. Beim Ausbruch des Ersten Weltkriegs war er Adjutant bei der 40. Infanterie-Brigade. Er wurde verwundet und mit beiden Klassen des Eisernen Kreuzes sowie dem Ritterkreuz des Königlichen Hausordens von Hohenzollern mit Schwertern ausgezeichnet.
Nach Kriegsende wurde Niebelschütz in die Reichswehr übernommen. Im Frühjahr 1920 gehörte er zum Reichswehr-Infanterie-Regiment 32 des 200.000 Mann starken „Übergangsheeres“, und bei der Bildung des „100.000-Mann-Heeres“ im Januar 1921 kam er dann zum 12. Infanterie-Regiment, wo er als Kompaniechef diente. Am 1. Februar 1923 wurde er zum Major befördert. Im Frühjahr 1924 erfolgte seine Versetzung in die Heeres-Inspektion des Erziehungs- und Bildungswesens im Reichswehrministerium in Berlin. 1927 wechselte er in das Heerespersonalamt. 1928 wechselte Niebelschütz wieder in den Truppendienst, nunmehr als Kommandeur des III. Bataillons des 3. (Preußisches) Infanterie-Regiments in Osterode. Kurz darauf, am 1. November 1928, wurde er zum Oberstleutnant befördert. Am 1. April 1931 wurde er, bei gleichzeitiger Beförderung zum Oberst, zum Kommandeur des 3. (Preußisches) Infanterie-Regiments in Deutsch Eylau ernannt.
Am 1. Februar 1933 wurde er zum Infanterieführer I in Allenstein ernannt. Am 1. Dezember 1933 folgte seine Beförderung zum Generalmajor. Am 1. Oktober 1935 wurde er zum Generalleutnant befördert und am 15. Oktober 1935 bei der Enttarnung und Umbenennung der Verbände zum Kommandeur der 11. Infanterie-Division ernannt.
Am 1. April 1937 erfolgte seine Versetzung zum Oberkommando des Heeres in Berlin und seine Ernennung zum Inspekteur der Kriegsschulen. Anfang Februar 1938 wurde er von diesem Posten entbunden und dann am 28. Februar 1938 mit dem Charakter eines Generals der Infanterie aus dem aktiven Dienst verabschiedet. Danach wohnte er mit der Familie auf dem ostpreußischen Gut seiner Frau.
Bei Beginn des Zweiten Weltkrieges wurde er reaktiviert und zum Kommandeur des Grenzschutz-Kommandos 15 in Südostpreußen ernannt. Im April 1941 wurde er zum Kommandanten des rückwärtigen Armeegebiets 584 (Korück 584) in Nordrussland ernannt. Er wurde 1943 endgültig aus dem aktiven Dienst verabschiedet und zog sich auf sein Gut Schildeck in Ostpreußen zurück. Dort wurde er im Januar 1945 beim Einmarsch der Roten Armee von sowjetischen Soldaten erschossen.

### Familie
Niebelschütz war seit dem 4. Oktober 1919 mit Elisabeth (Lisa) Hardt (* 18. August 1879 in Schildeck; † 1956 (?) in Naumburg (Saale)) verheiratet, der Erbin des Guts Schildeck, Tochter der Sophie, geborene von Wallenberg-Krehlau-Platteinen und des Gutsbesitzers und Rittmeisters a. D. Arthur Hardt. Die Ehe blieb kinderlos. Lisa und Günther von Niebelschütz waren Mitglied der Landesabteilung Ostpreußen der Deutschen Adelsgenossenschaft. Die Witwe lebte in den 1950er Jahren in Naumburg (Saale).
Niebelschütz war Kurator der Familien-Töchter-Stiftung.

## Auszeichnungen
- Kronenorden IV. Klasse[10]
- Eisernes Kreuz (1914) II. und I. Klasse[10]
- Ritterkreuz des Königlichen Hausordens von Hohenzollern mit Schwertern[10]
- Verwundetenabzeichen (1918) in Schwarz[10]
- Bayerischer Militärverdienstorden IV. Klasse mit Schwertern[10]
- Hanseatenkreuz Hamburg[10]
- Ritterkreuz des Greifenordens[10]
- Ritterkreuz II. Klasse des Ordens Heinrichs des Löwen mit Schwertern[10]
- Friedrich-August-Kreuz II. und I. Klasse[10]
- Österreichisches Militärverdienstkreuz III. Klasse mit Kriegsdekoration[10]
- Mecidiye-Orden IV. Klasse[10]

## Werke
- Reserve-Infanterie-Regiment Nr. 230. Gerhard Stalling, Oldenburg i. O. 1926.